# 63. вечити дерби у фудбалу
63. вечити дерби у фудбалу је фудбалска утакмица одиграна у Београду 29. новембра 1978. године, између Црвене звезде и Партизана. Утакмица се завршила резултатом 3 : 1 (1 : 1) за Црвену звезду.